# Demokratisk centralisme
Demokratisk centralisme er en betegnelse for den organisationsform, der kendetegner marxistisk-leninistiske partier. Den blev udviklet af Lenin til det russiske kommunistisk partis partimodel, også kendt som et kadreparti. Demokratisk centralisme indebærer, at det står medlemmerne frit at diskutere modsætninger og problemstillinger internt i partiet, samtidigt med, at man har en fælles front udadtil.
Lenin mente, at det skadede partiet, hvis dette ikke udadtil viste en stærk samlet front, hvorfor modsætninger, stridigheder og problemer skulle diskuteres internt i partiet. Lenin beskrev styreformen som "frihed til debat, enighed i handling". Den højeste myndighed var kongressen, der var sammensat af delegerede fra de forskellige partiafdelinger. Lenin argumenterede for demokratisk centralisme i sit skrift Hvad bør der gøres?, hvor han argumenterede for, at det var en nødvendig metode for at organisere kampdygtige kommunistiske organisationer. Demokratisk centralisme indebar ifølge Lenin også, at alle funktionærer skulle vælges nedefra og op, og at alle valgte skulle kunne afsættes med omgående virkning, hvis organisationens lokale organer kræver dette.

## Historisk udvikling
I Hvad bør der gøres? hævder Lenin, at Karl Marx' visioner om proletariatets diktatur kun kan gennemføres, hvis arbejderpartiet (senere kaldet "det kommunistiske parti") optræder som proletariatets avantgarde. Lenin argumenterede for demokratisk centralisme som en nødvendig metode til at organisere kampdygtige kommunistiske organisationer. Lenin og hans tilhængere fik flertallet på Ruslands Socialdemokratiske Arbejderparti (RSDAP)'s kongres i 1904, hvorefter de blev kendt som bolsjevikker (fra russisk большинство, flertal), mens oppositionen mod denne partimodel blev kaldt mensjevikker (fra russisk меньшинство, mindretal). Efter den mislykkede revolution i 1905 flygtede Lenin, og først efter februarrevolutionen i 1917 vendte han tilbage som leder af bolsjevikkerne. Da disse havde taget magten ved oktoberrevolutionen i 1917 søgte de at fasholde statsmagten ved at fastholde den demokratiske centralisme og undertrykke oppositionen som en konsekvens af proletariatets diktatur. Dette skabte ikke blot modstand i borgerlige kredse. Den tyske revolutionære marxist Rosa Luxemburg skrev således en skarp kritik af bolsjevikkernes undertrykkelse af blandt andre de nationale minoriteter og tilføjede, at deres overordnede strategi udgjorde en kraftig risiko for, at denne ville udvikle sig til en bureaukratisk statsdannelse.
Nogle venstreorienterede, marxistisk inspirerede bevægelser anser Kronstadt-opstanden for at være et eksempel på, at den centralistiske model var gået for vidt. Episoden førte på én og samme tid til et egentligt forbud mod oppositionelle partier og dannelse af en et-partistat. Efter Trotskijs eksilering opstod der en splittelse i den kommunistiske bevægelse, som blandt andet førte til dannelsen af fjerde internationale.
I de fleste af disse lande opstod der enten de jure eller de facto et-partistater efter sovjetisk model. I lande med kommunistisk styre har praksis vist, at det centralistiske element stort set altid har overskygget det demokratiske, således at en egentlig intern diskussion blev erstattet af partitoppens diktat.

## Demokratisk centralisme i dag
I Kinas kommunistiske parti og Koreas Arbejderparti følger organisationsprincippet, den demokratiske centralisme, ligesom mange kommunistiske partier anvender demokratisk centralisme som styreform. Ligesom i Sovjetunionen er princippet implementeret i Kinas nuværende forfatning.
Danmarks Kommunistiske Partis "organisationsprincip er den demokratiske centralisme", ligesom Danmarks Kommunistiske Ungdom fulgte princippet. 